# Rynna Kurtyki

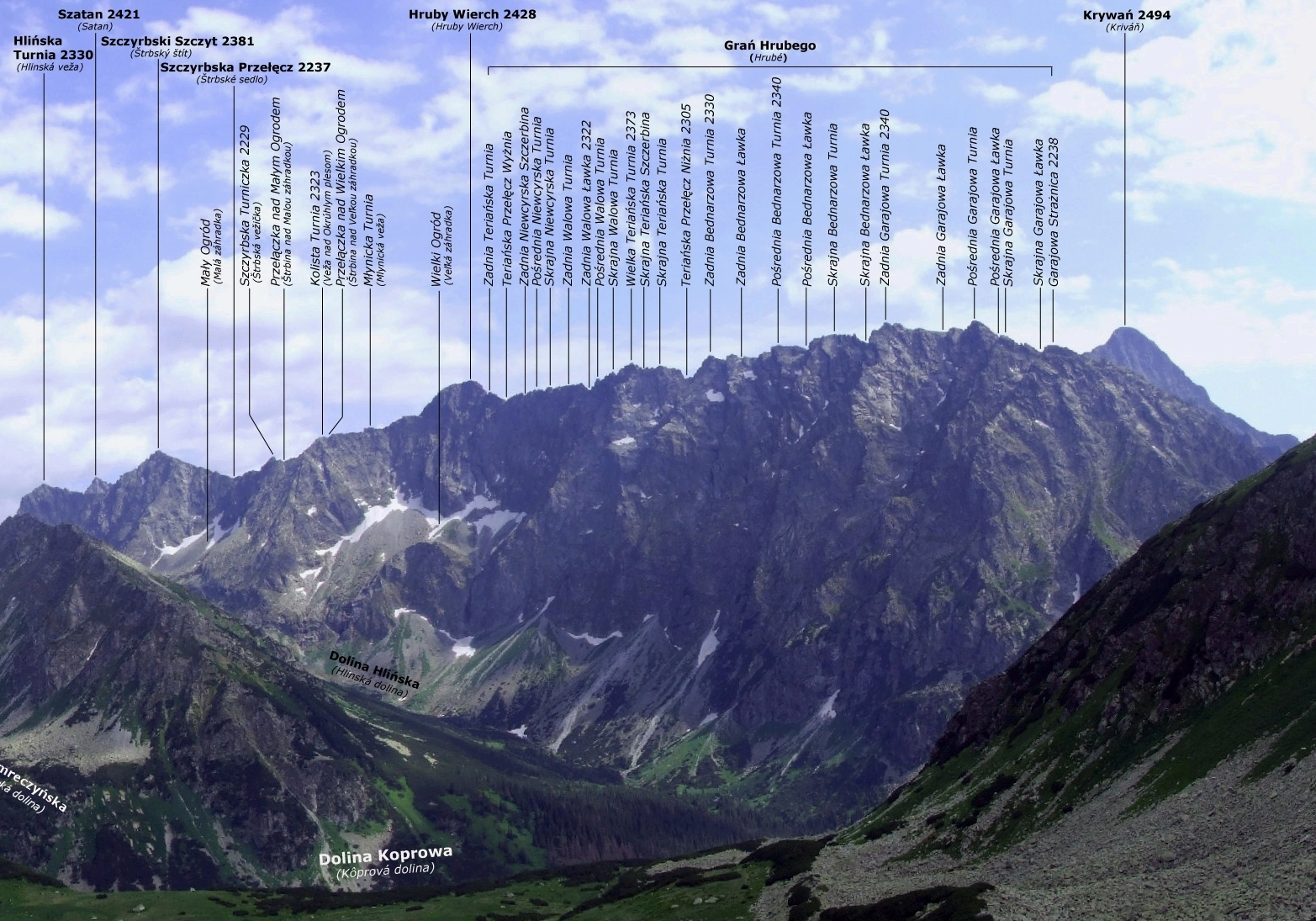
Czarna Rynna Kurtyki widoczna nad śniegami poniżej prawej części Wielkiego Ogrodu

Rynna Kurtyki – rynna w Dolinie Hlińskiej w słowackich Tatrach Wysokich. Jest dolnym przedłużeniem Żlebu Grosza na północno-wschodnich stokach Grani Hrubego. Znajduje się pomiędzy piargami na dnie Doliny Hlińskiej, a prawą częścią (patrząc od dołu) Wielkiego Ogrodu. Od lewej strony jej ograniczenie tworzy Hruba Bula, od prawej dolna część filara Wielkiej Teriańskiej Turni. U wylotu Rynny Kurtyki znajduje się wielki stożek piargowy. Zimą w Rynnie Kurtyki tworzy się lodospad o długości około 150 m i nachyleniu dochodzącym do 90 stopni. 
Autorem nazwy tej wklęsłej formacji skalnej jest Władysław Cywiński. Nazwą upamiętnił Wojciecha Kurtykę, który wraz z Jackiem Jasińskim jako pierwsi (prawdopodobnie) w styczniu 1990 r. dokonali zimowego przejścia tą rynną (droga wspinaczkowa Lodospad Kurtyki; 5 wyciągów bez dotknięcia skały, czas przejścia 5 godz.).